# Akari Kurishima
Akari Kurishima (栗島 朱里, Kurishima Akari), née le 14 septembre 1994, est une footballeuse internationale japonaise.

## Biographie

### En club
Kurishima commence sa carrière en 2013 avec le club du Urawa Red Diamonds.

### En équipe nationale
Le 11 décembre 2019, elle fait ses débuts avec l'équipe nationale japonaise lors de la Coupe d'Asie de l'Est, contre l'équipe de Taipei chinois.

## Statistiques
Le tableau ci-dessous présente les statistiques de Akari Kurishima en équipe nationale
| Équipe du Japon | Équipe du Japon | Équipe du Japon |
| Année           | Matchs          | Buts            |
| --------------- | --------------- | --------------- |
| 2019            | 1               | 0               |
| Total           | 1               | 0               |